# Santa Maria di Licodia
Santa Maria di Licodia é uma comuna italiana da região da Sicília, província de Catania, com cerca de 6.745 habitantes. Estende-se por uma área de 26 km², tendo uma densidade populacional de 259 hab/km². Faz fronteira com Biancavilla, Paternò, Ragalna.

## Demografia
| Variação demográfica do município entre 1861 e 2011                               |
|                                                                                   |
| Fonte: Istituto Nazionale di Statistica (ISTAT) - Elaboração gráfica da Wikipedia |